# ناهمگونی تصویری
ناهمگونی تصویری (aniseikonia) نوعی نقصان بینایی است که در آن اندازه و شکل تصویر ایجادشده در شبکیهٔ هریک از دو چشم با هم متفاوت است.